# Tortoise (char)
Pour les articles homonymes, voir Tortoise (homonymie).
Le Tortoise est un char super-lourd britannique développé pendant la Seconde Guerre mondiale, mais qui n'est jamais entré en production de masse. Il était conçu pour attaquer des zones lourdement fortifiées et privilégiait donc le blindage sur la mobilité.
Bien que pesant 79 tonnes, ce qui le rendait difficilement transportable, il était fiable et constituait une bonne base pour son canon.

## Histoire

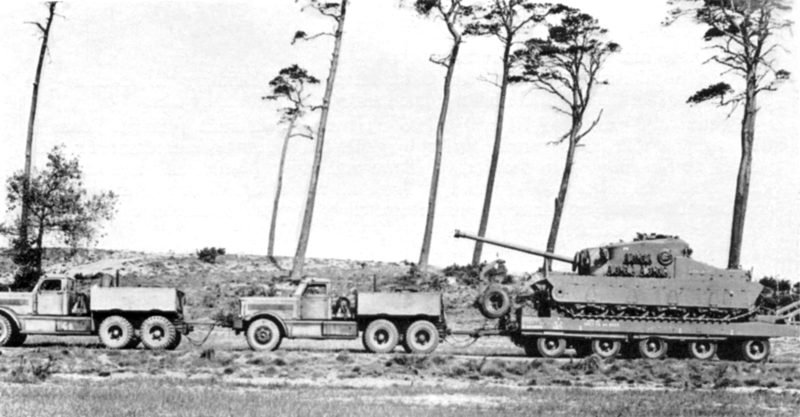
Un Tortoise transporté sur une remorque lors d'essais de l'Armée britannique du Rhin en 1948.

Au début de 1943, les forces alliées anticipaient des résistances considérables dans leur projet de reconquête de l'Europe, avec un ennemi retranché dans des fortifications comparables à celles de la Ligne Siegfried. On conçut pour en venir à bout une nouvelle classe de véhicules, des chars d'assaut très lourdement blindés au détriment de leur mobilité. Au début, l'effort se concentra sur le char Excelsior (A33), basé sur le char Cromwell. Il y avait également un programme pour améliorer le blindage du char Churchill. Pour des missions comparables en Extrême-Orient, on pensait au Valiant (A38), basé sur le char Valentine, bien que son poids dût être le plus faible possible.
Le Secrétaire d'État à la Guerre et le Ministre de l'approvisionnement publièrent en avril 1943 un mémorandum commun qui donnait de vagues spécifications pour un char d'assaut, classé comme un véhicule spécifiquement destiné à opérer dans des zones fortement défendues au sein de la 79e division blindée.
Entre mai 1943 et février 1944, Nuffield Organisation proposa 18 projets différents (AT1 à AT18), chacun plus grand et plus lourd que le précédent. En février 1944, le projet AT16 fut approuvé par le bureau des tanks, qui proposa que 25 soient fabriqués directement pour la phase d'essais, sans faire de prototype, de manière qu'il puisse entrer en service en septembre 1945. Le War Office commanda ces 25 exemplaires et leur construction commença.
Après la fin de la guerre, cette commande fut réduite et seulement six furent construits. Un fut envoyé en zone d'occupation britannique en Allemagne  pour essais : on constata que sa mécanique était fiable et puissante et qu'il constituait une plateforme adaptée pour son canon, bien qu'avec ses 80 tonnes et sa hauteur de trois mètres il soit extrêmement lent et difficile à transporter.

## Description
Muni d'une superstructure en casemate au lieu d'une tourelle, le Tortoise est plutôt un canon automoteur ou un canon d'assaut qu'un char de combat. Son équipage comportait 7 membres, dont trois manœuvraient le canon, un tireur et deux chargeurs.
Intérieurement, il comportait trois compartiments, la transmission à l'avant, l'équipage au milieu et le moteur Rolls-Royce Meteor à l'arrière. La suspension était constituée de quatre bogies de chaque côté. Chaque bogie avait deux paires de roues, chaque paire étant reliée à une barre de torsion transversale. La transmission Merritt-Brown disposait de toutes les vitesses en marche arrière, ce qui donnait au char une vitesse à peu près équivalente dans les deux sens.

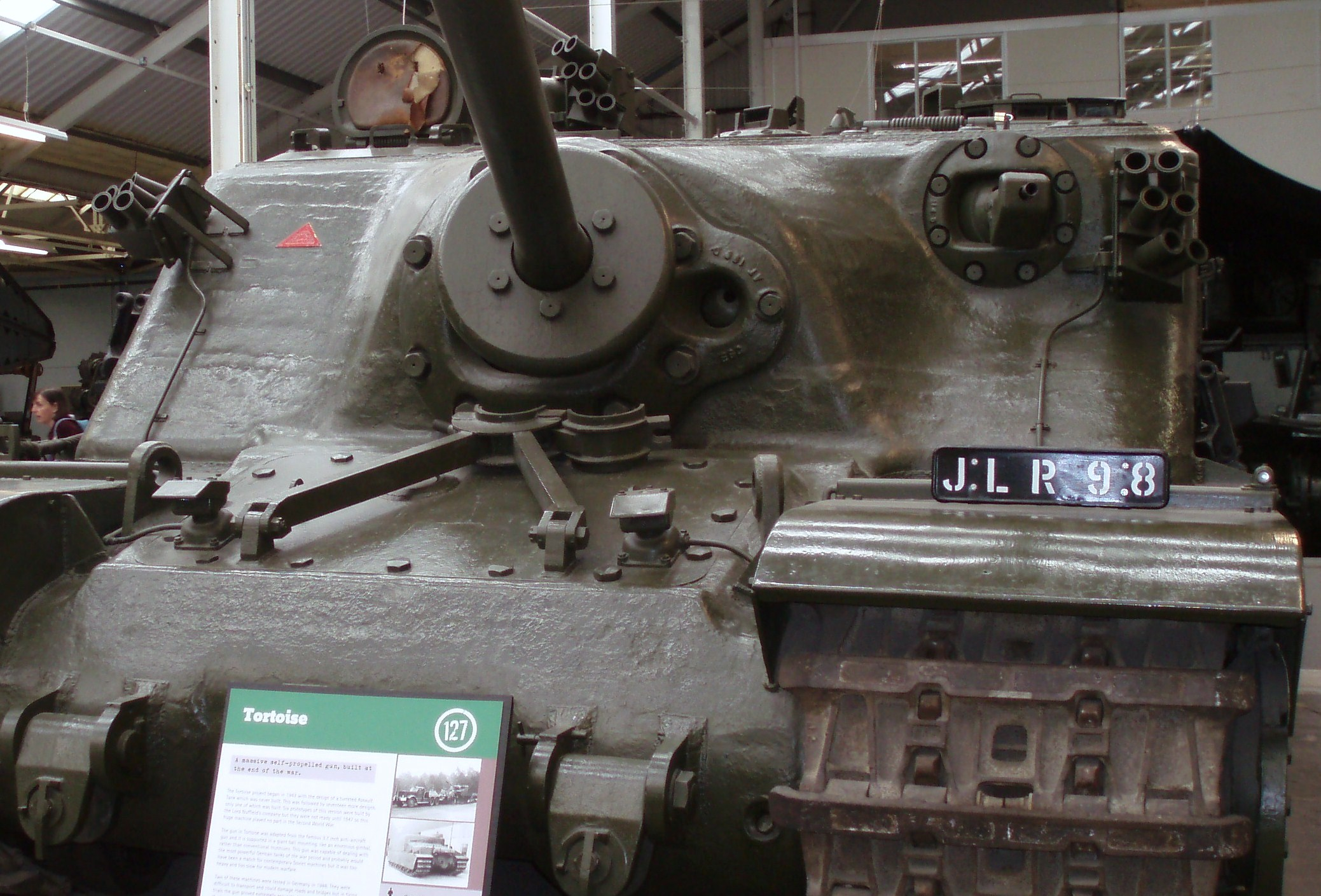
Détail de l'implantation de l'armement de casemate.

Le canon utilisé, l'Ordnance QF 32-pounder (en), était une adaptation du canon antiaérien britannique QF 3.7 inch AA. Sa munition était en deux parties séparées, la charge et l'obus antiblindage de 32 livres (14,5 kg). Lors des essais, il fut efficace contre un char Panther à presque 900 m.
Le 32-pdr était monté sur un affût motorisé à débattement latéral limité ; plutôt que d'être fixé de façon traditionnelle sur des tourillons, il traversait une grosse boule à l'avant du châssis, protégé par un blindage de  225 mm. À sa gauche se trouvait une mitrailleuse Besa, dans un autre montage à boule. Deux autres mitrailleuses Besa se trouvaient dans une petite tourelle à l'arrière à droite.

## Survivants

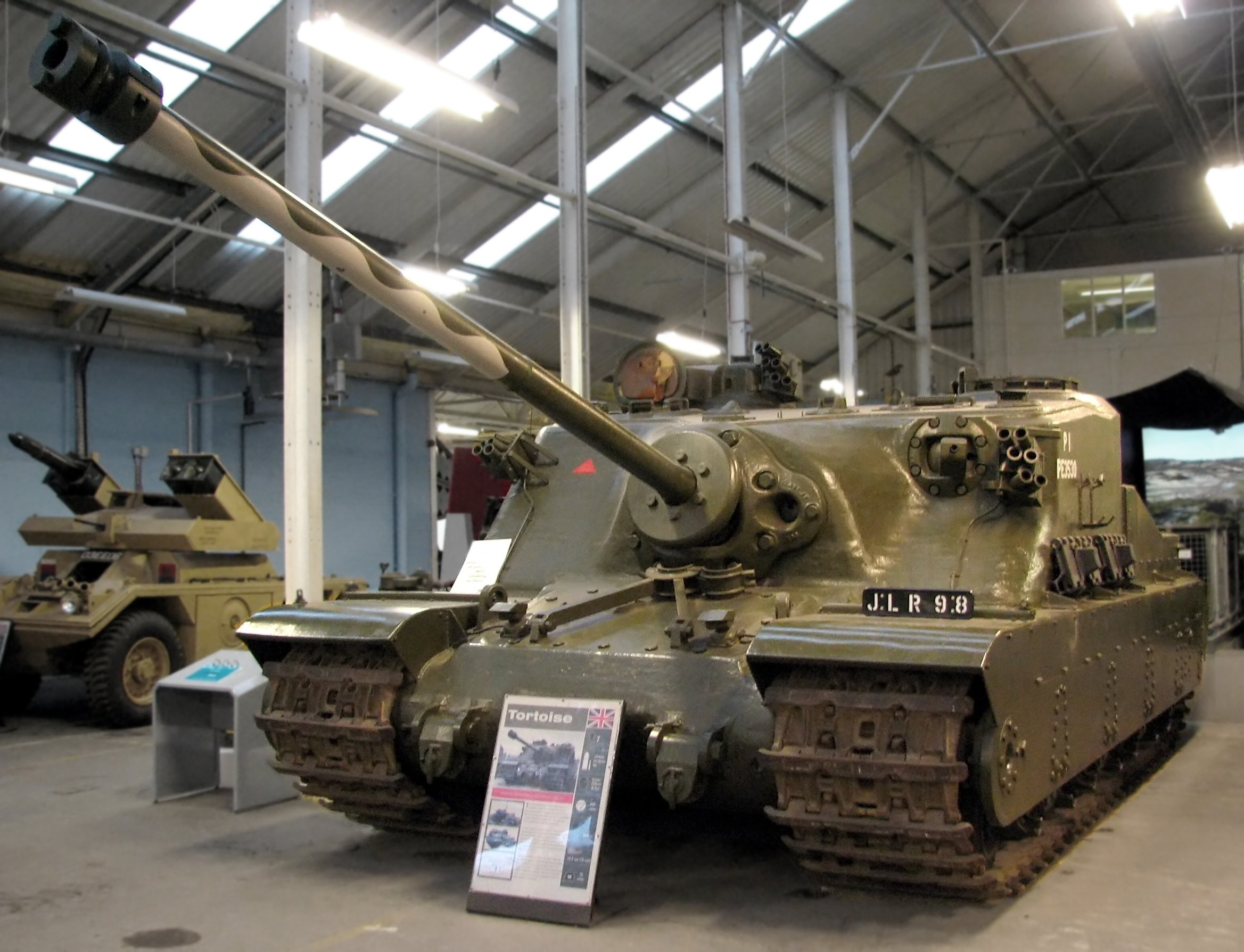
Le Tortoise du Musée des blindés de Bovington (2008).

- Un des six prototypes est conservé au Musée des blindés de Bovington, dans le Dorset. Il est en état de marche et a roulé en 2011 pour la première fois depuis les années 1950[2]. Il est apparu en juin 2011 lors de la Tankfest, la présentation annuelle en mouvement des véhicules du musée.
- Il existe un Tortoise sans canon sur le terrain d'entrainement militaire de Kirkcudbright, en Écosse[3]. D'autres dommages et le classement du camp d'entrainement de Kirkcudbright comme site d'intérêt scientifique particulier rendent improbable le transfert de cet exemplaire dans un musée.